# گل‌خورک بزرگ
گل‌خورک بزرگ (نام علمی: Periophthalmodon schlosseri) نام یک گونه از تیره گاوماهیان است.